# Shambhala

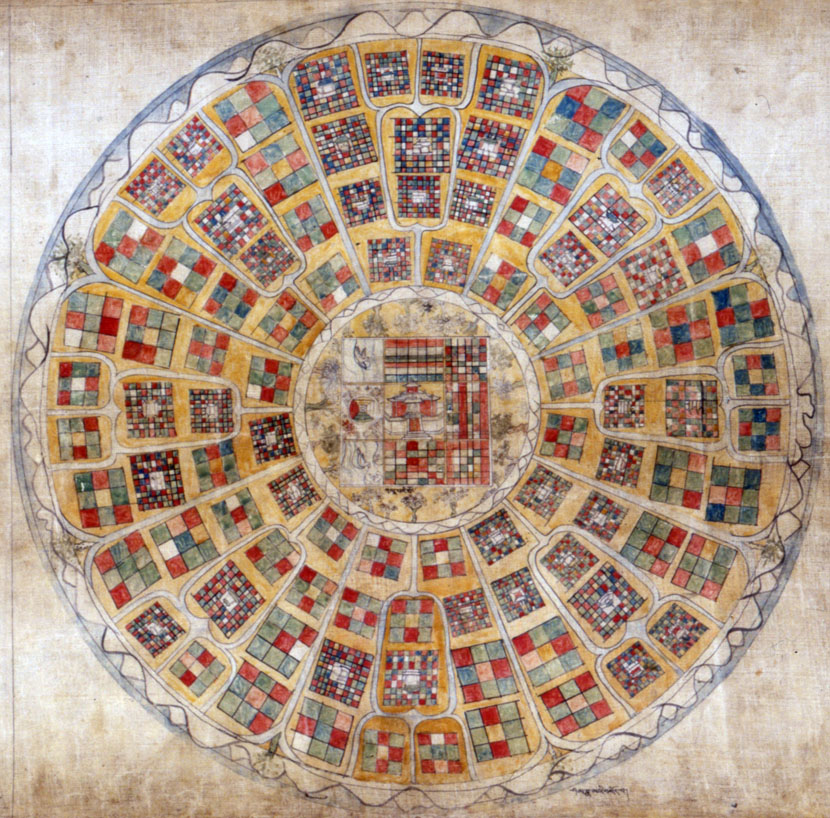
Karta över det lotusformade Shambhala. 1500-talet.

Shambhala (sanskrit: शम्भल, tibetanska: བདེ་འབྱུང) är i tibetansk buddhism ett rike med paradisiska drag. Alla lever i fred och harmoni, ingen är sjuk eller hungrar. Riket ska ligga norr om Tibet, dolt bakom svårgenomträngliga berg. När resten av världen tas över av barbarer, bevaras Buddhas sanna lära i Shambhala. Till slut kommer en avgörande strid att stå och Shambhala besegrar ondskans krafter.

## Myten
Myterna om idealsamhället Shambhala är motsägelsefulla. Riket kan ses både som ett verkligt, materiellt rike och som ett själsligt tillstånd. Oavsett vilket så är det få förunnat att nå dit. Till det krävs närmast övermänskliga ansträngningar eller mångårig meditation.

### Historia

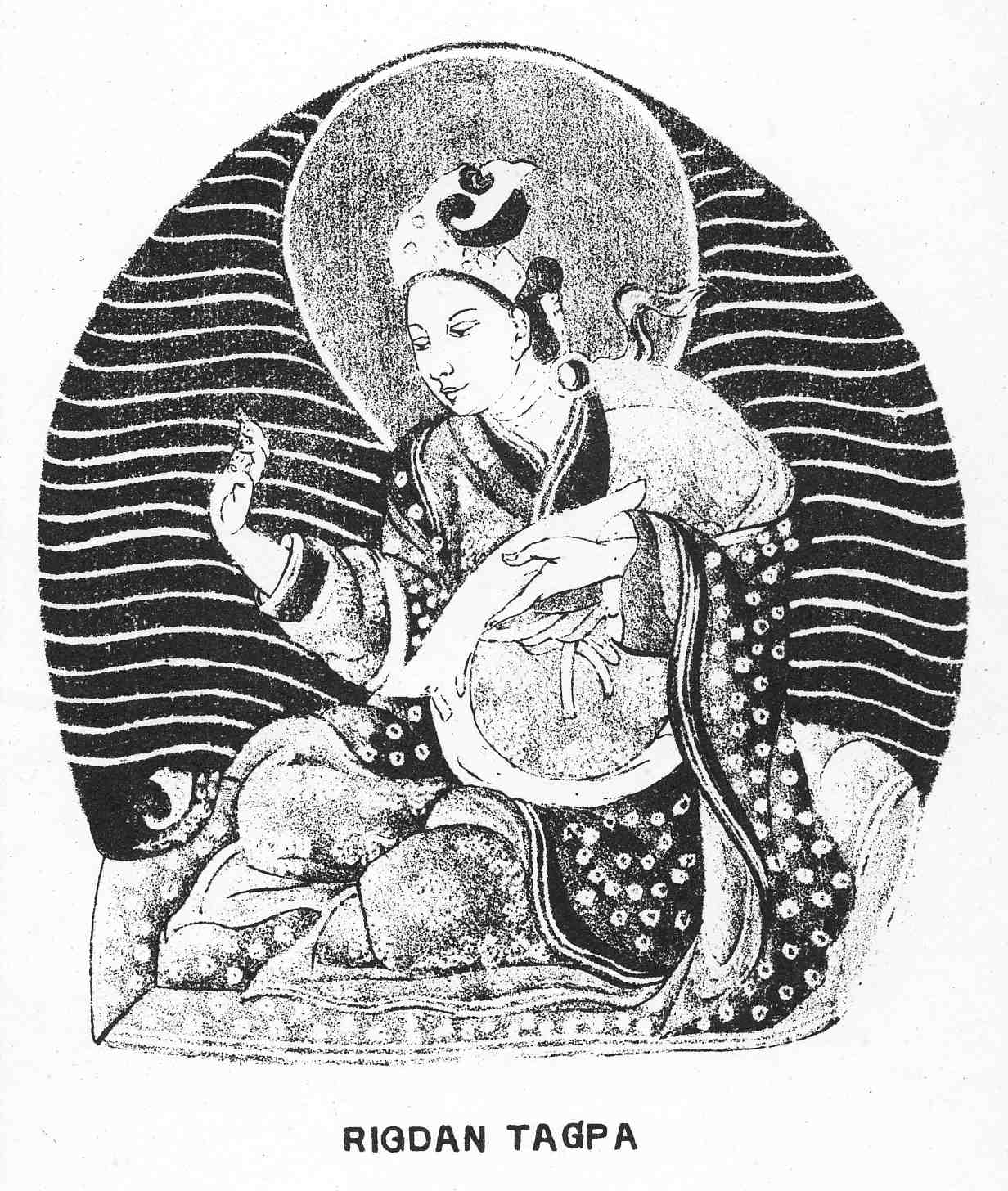
Kung Manjushrikirti, även kallad Rigdan Tagpa.

Grunden för den tibetanska tron på Shambhala finns i Kalachakra. Enligt myten ska Sucandra, Shambhalas första stora kung, ha besökt Gautama Buddha i Indien. Buddha lärde honom hela Kalachakra. Hemkommen skrev Sucandra ner Buddhas ord och undervisade sina undersåtar i läran. En senare kung, Manjushrikirti, märkte att många invånare, också visa män, fann Kalachakra alltför svår och därför lämnade riket för att följa andra åskådningar. Kungen utarbetade då en förenklad version av läran som undersåtarna lättare skulle kunna ta till sig. Manjushrikirti blev den förste i en ny kungaätt, där den tjugofemte kommer att framträda som en världsfrälsare. När övriga världen faller offer för ondska och falska religioner, förblir den sanna tron stark i Shambhala. I ett avgörande slag besegrar kungen och hans trupper ondskans krafter och ett tusenårsrike av fred och välstånd utbreder sig över världen.
Manjushrikirti ses som en inkarnation av Manjushri, visdomens bodhisattva. Panchen Lama anses ha varit Manjushrikirti i ett tidigare liv och även andra viktiga lamor anses tidigare ha levt i Shambhala. 
Enligt en version ska en indisk yogi hört talas om Shambhala och försökt att ta sig dit. På vägen mötte han Manjushri som lärde honom Kalachakra. Några år senare lyckades en annan yogi ta sig ända till Shambhala och återvända med en fullständigare version av Kalachakra. Från Indien spreds sedan kunskapen om Kalachakra och Shambhala till Tibet.

### Vägen till Shambhala
I tibetanska heliga texter nämns Shambhala som ett kungadöme beläget norr om Tibet. Vägen dit beskrivs detaljerat men samtidigt motstridigt och svårtolkat i olika ”resehandböcker”. Riket är helt omgivet av snöklädda höga berg. Vandraren möter olika faror, vilda djur och demoner. Vissa texter säger att man med hjälp av andliga krafter måste flyga över bergskedjorna. Endast den som nått tillräcklig upplysning kan ta sig dit. 
Vissa menar att det också finns också andra sätt att ta sig till Shambhala. Man kan nå dit i drömmen eller genom meditation. Man kan också hoppas på att i nästa liv återfödas i Shambhala.
Shambhala förläggs ibland till Kunlunbergen i norra Tibet. Resehandböckerna brukar skriva att riket ligger norr om Sita-floden, ett namn som kan syfta Tarim i Xinjiang. Västturkestan, Mongoliet eller Sibirien nämns ofta som möjliga platser.

### Riket
I centrum av Shambhala finns huvudstaden Kalapa. Öster och väster om staden breder två halvmåneformade sjöar fyllda med juveler ut sig. På ytan flyter väldoftande blommor. I en park i söder har Shambhalas förste kung Sucandra anlagt en enorm mandala och i bergen norr om Kalapa finns helgedomar tillägnade helgon och gudomar. Mitt i huvudstaden ligger kungens gyllene palats med salar som är överdådigt prydda med ädelstenar och sidenmattor och innerst finns kungens tron.
Shambhala är format som en lotusblomma med åtta kronblad, åtta regioner skilda från varandra av floder och berg. Varje region är indelad i tolv furstendömen.
Invånarna lever i fred och harmoni, är aldrig sjuka eller hungrar. De äger också ädla stenar i överflöd, de är inte asketer men frossar inte heller, de ägnar sin mesta tid åt att studera Kalachakra. Människorna lever länge, kanske hundra år, men är inte odödliga. Efter sin död återföds de till en minst lika hög nivå.

### Gömda dalar
Besläktad med myten om Shambhala är tron på gömda dalar i Himalaya. En sådan dal, en beyul, har skapats som en hemlig tillflyktsort vid fara. För att hitta dit krävs att den sökande har rätt karma. Shambhala och de gömda dalarna liknar varandra men stammar ur olika traditioner.

## Spridning och utveckling i Tibet och grannländer
Kunskap om Kalachakra nådde troligen Indien från Centralasien runt år 960. En indisk lärd introducerade läran i Tibet 1026. De äldsta referenserna till Shambhala finns Kangyur och Tengyur, den tibetanska buddhismens kanon. Dessa verk skrevs ner på 1000-talet som översättningar från äldre verk på sanskrit. Senare har många arbeten om Shambhala tillkommit, bland annat har svårtolkade guideböcker skrivits av lamor och mystiker. De mest hemliga uppgifterna har aldrig blivit nedtecknade utan traderats muntligt. 
Kalachakra, och därmed bilden Shambhala, har påverkats av buddhism, hinduism, kristendom, manikeism och islam. I den tibetanska bon-religionen har staden Olmolungring likheter med Shambhala. Kalachakra spreds i Tibet samtidigt som islam växte sig stark i Centralasien och Indien. Det har lett till att muslimer utpekats som förebilder för de barbarer som kommer att ta över världen och försöka erövra Shambhala.
Enligt Bernbaum (1980) avfärdar yngre tibetaner idag ofta Shambhala som vidskepelse eller ser det som ett slags icke-materiellt paradis efter döden. Dmitrieva (1997) skriver å sin sida att Shambhala fortfarande är en levande tro för många.

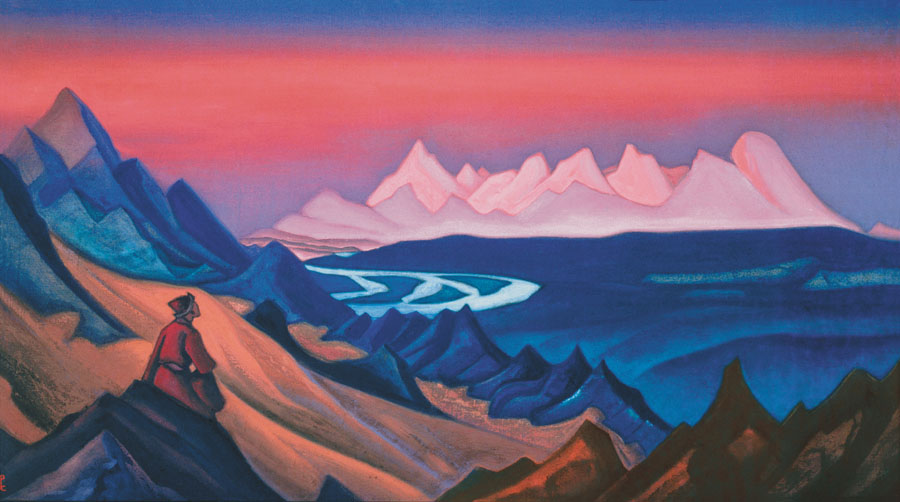
Nicholas Roerich, Shambhalas sång. 1943.

## Västvärlden
- På 1600-talet får två europeiska missionärer i Tibet höra talas om Shambhala och skriver hem om riket. Det anses vara första gången uppgifter om Shambhala når västerlandet.
- Den ungerske orientalisten Sándor Kőrösi Csoma besökte Tibet i början av 1800-talet och hittade texter om Shambhala.
- En bredare allmänhet i västvärlden blev mot slutet av 1800-talet uppmärksammade på Shambhala genom teosofin, som hämtade tankegods från buddhism.
- Runt sekelskiftet 1900 publicerade Berthold Laufer och Albert Grünwedel översättningar till tyska av tibetanska ”resehandböcker” om vägen till Shambhala.
- Den rysk-mongoliske laman Agvan Dorjieff (1853-1938) blev mentor för den trettonde Dalai Lama och försökte övertyga denne om att Shambhala var detsamma som Ryssland. Detta skedde i en tid när Ryssland och Storbritannien tävlade om inflytande i Centralasien.
- Nicholas Roerich (1874-1947), rysk konstnär, författare och orientalist gjorde vidsträckta resor i Centralasien för att hitta spår efter Shambhala.
- Berättelserna om Shambhala och gömda dalar i Himalaya har varit förebilder för romanförfattare under 1900-talet. Mest känd är James Hiltons Lost Horizon (1933, på svenska som Blå månen 1935, senare upplagor som Bortom horisonten). I boken berättas om den gömda dalen Shangri-La som har stora likheter med de tibetanska legenderna. Thomas Pynchons roman Against the Day (2006, på svenska som Mot dagen 2012) är ett senare exempel.
- Efter den kinesiska annekteringen av Tibet på 1950-talet flydde många tibetaner landet och många hamnade i Ryssland, Europa eller USA. Med dem spreds också ett intresse för tibetansk buddhism, inklusive Shambhala, vilket bidrog till New Age och ockultism.
- På 2000-talet figurerar namnet Shambhala i många sammanhang, som en yogaform, som namn på spa-anläggningar och inom dataspel, filmer och musik. Shambhala Publications ger ut böcker om buddhism, yoga och mindfulness. En av Europas högsta berg- och dalbanor heter Shambhala. När Frederik X tillträdde som kung i Danmark 14 januari 2024 bar han ett "Shambhala-armband".[8][9][10][11]